# 哈特拉伯河
48°54′32″N 12°24′42″E / 48.908790°N 12.4116545°E

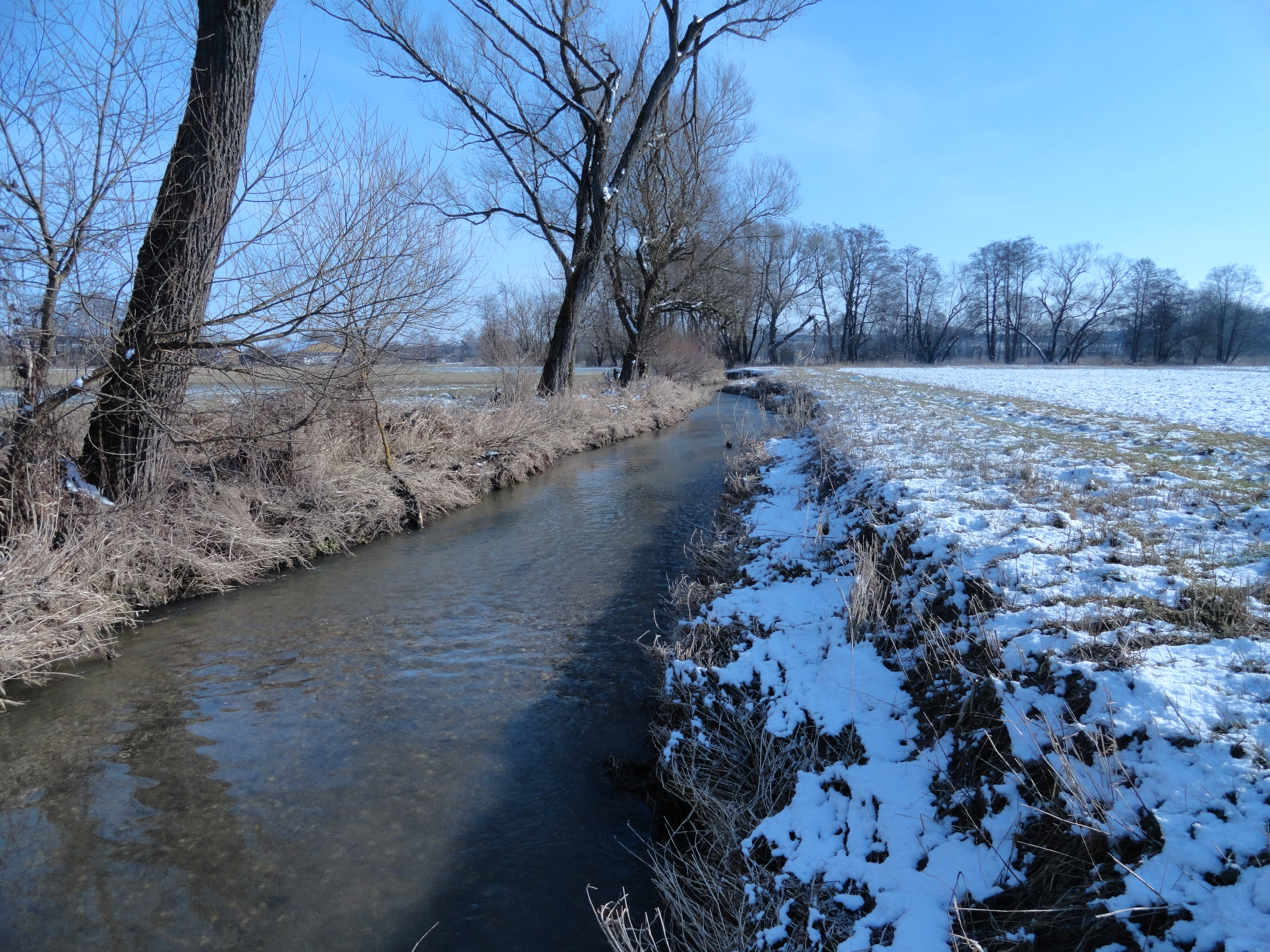

哈特拉伯河是德國的河流，位於該國東南部，由巴伐利亞負責管轄，屬於大拉伯河的右支流，河道全長8.4公里，流域面積51.3平方公里。